# KkStB-Tenderreihe 47
| KFNB M / kkStB 47 / BBÖ 47 / ÖBB 9047 | KFNB M / kkStB 47 / BBÖ 47 / ÖBB 9047 | KFNB M / kkStB 47 / BBÖ 47 / ÖBB 9047 |
| ------------------------------------- | ------------------------------------- | ------------------------------------- |
| kein Bild vorhanden                   |                                       |                                       |
| Technische Daten                      |                                       |                                       |
|                                       | KFNB M 511–631                        | KFNB M 632–745                        |
|                                       | kkStB 47.01–121                       | kkStB 47.122–235                      |
| Anzahl der Achsen                     | 3                                     | 3                                     |
| Baujahr                               | 1890–1908                             | 1890–1908                             |
| Stückzahl                             | 235                                   | 235                                   |
| Radstand                              | 3200 mm                               | 3200 mm                               |
| Laufrad-Ø                             | 970 mm                                | 970 mm                                |
| Wasser                                | 12,0 m³                               | 12,0 m³                               |
| Kohle                                 | 7,5 m³                                | 7,5 m³                                |
| Leergewicht                           | 14,3 t                                | 15,5 t                                |
| Dienstgewicht                         | 32,3 t                                | 33,5 t                                |
| gekuppelt mit Lokomotiven             | 159, 260                              | 159, 260                              |

Die kkStB-Tenderreihe 47 war eine Schlepptenderreihe der kkStB, deren Tender ursprünglich von der Kaiser Ferdinands-Nordbahn (KFNB) stammten.
Die KFNB beschaffte diese Tender 1890 bis 1908 von der Wiener Neustädter Lokomotivfabrik, von der Lokomotivfabrik Floridsdorf, von der Lokomotivfabrik der StEG und von Ringhoffer in Prag-Smichov.
Die kkStB ordnete die Tender als Reihe 47 ein.
Die Tender blieben immer mit den Lokomotiven der ehemaligen KFNB gekuppelt.